# Reinoud Wolff
Reinoud Wolff (14 mei 1963) is een Nederlands hockeycoach en voormalig hockeyer.
Als hockeyer was Wolff een gedreven strafcornerspecialist en speelde hij in de jaren 80 voor de Gooische in de Overgangsklasse en één seizoen Hoofdklasse (1987/88). 
Na zijn hockeycarrière coachte Wolff onder meer Hurley H1, Gooische H1, HC Bloemendaal H1 (landskampioen in 2002), HC Kampong H1 (2005-2009), HC Klein Zwitserland D1 (2009/10) en HC Den Bosch H1 (2010/11). In de zomer van 2011 werd hij aangesteld als coach bij de mannen van Hoofdklasser HC Rotterdam tot de zomer van 2014. In het seizoen 2011/12 leverde dat meteen de eerste finaleplek om het landskampioenschap op in de geschiedenis van de club.
Het seizoen daarop lukte het de oefenmeester wel om HC Rotterdam voor het eerst in de historie landskampioen te maken.